# Nguyễn Phúc Hòa Nhàn
Nguyễn Phúc Hòa Nhàn (chữ Hán: 阮福和嫻; 28 tháng 8 năm 1835 – 11 tháng 6 năm 1912), phong hiệu Mỹ Duệ Công chúa (美裔公主), là một công chúa con vua Minh Mạng nhà Nguyễn trong lịch sử Việt Nam.

## Tiểu sử
Hoàng nữ Hòa Nhàn sinh ngày 5 tháng 7 (âm lịch) năm Ất Mùi (1835), là con gái thứ 48 của vua Minh Mạng, mẹ là Tứ giai Huệ tần Trần Thị Huân. Công chúa là con thứ 10 của bà Huệ tần. Chúa lấy chồng là Phò mã Đô úy Nguyễn Trân, không rõ vào năm nào, nhưng có thể là vào năm Tự Đức thứ 6 (1853).
Sử sách cũng không ghi lại năm bà Hòa Nhàn được sách phong làm Mỹ Duệ Công chúa (美裔公主), nhưng ước chừng là vào năm Tự Đức thứ 22 (1869), vì những công chúa chị em của bà đều được phong danh hiệu vào năm này.
Năm Nhâm Tý (1912), ngày 26 tháng 4 (âm lịch), dưới thời vua Duy Tân, công chúa Hòa Nhàn mất, thọ 78 tuổi, thụy là Mỹ Thục (美淑). Mộ của bà được táng tại An Cựu (thuộc Hương Thủy, Thừa Thiên - Huế).